# Andrea Sierra
Andrea Maddalen Sierra Larrauri (Bilbao, 15 de mayo de 1998), más conocida como Andrea Sierra, es una futbolista española que juega en la posición de defensa.

## Trayectoria
Sierra puede jugar en el centro del campo y también en el eje de la defensa o de mediapunta, la polivalencia es una de sus características y también destaca por su fortaleza física, visión de juego y habilidad con el balón. Sierra militó en los siguientes equipos: de 2012 a 2014 en el Bizkerre FT, de 2014 a 2017 en el Athletic Club B, de 2017 a 2021 en el Athletic Club, de 2021 a 2022 en el Real Club Deportivo de La Coruña y de  2022 a 2024 en la S. D. Eibar.

## Clubes
| Club              | País   | Año       |
| ----------------- | ------ | --------- |
| Athletic Club “B” | España | 2014-2017 |
| Athletic Club     | España | 2016-2021 |
| Deportivo         | España | 2021-2022 |
| S. D. Eibar       | España | 2022-     |

## Palmarés
En 2017 ganó la Copa de Euskal Herria con el Athletic Club, en 2019 fue campeona del Torneo Carranza con el Athletic Club y en la temporada 2021-2022 consiguió el ascenso a 1.ª RFEF con el Dépor Abanca.